# David Bettoni
David Bettoni (* 23. November 1971 in Saint-Priest) ist ein ehemaliger französischer Fußballspieler und heutiger -trainer.
Er verbrachte seine aktive Karriere in Italien und Frankreich. Nach seiner aktiven Zeit war er mehrere Jahre Jugendtrainer bei der AS Cannes und später Co-Trainer bei Real Madrid, wo er eng mit seinem langjährigen Freund Zinédine Zidane zusammenarbeitete. Zuletzt trainierte er den tunesischen Erstligisten Club Africain aus der Hauptstadt Tunis.

## Laufbahn

### Spielerkarriere
Bettoni begann seine Profikarriere als Spieler bei der AS Cannes, wo er gemeinsam mit Zinédine Zidane aktiv war. Während dieser Zeit entwickelte sich eine enge Freundschaft zwischen den beiden. Er spielte anschließend mehrere Jahre in Italien, überwiegend in der Serie B, bevor er in seine Heimat zurückkehrte und 2004 bei der AS Cannes seine aktive Karriere beendete.

### Trainerkarriere
Nach dem Ende seiner aktiven Laufbahn war Bettoni von in der Jugendabteilung der AS Cannes aktiv und maßgeblich an der Förderung junger Talente beteiligt.
Nach mehreren Jahren in Cannes schloss er sich 2014 Real Madrid Castilla, der zweiten Mannschaft des spanischen Rekordmeisters, an, wo er bis 2016 als Assistenztrainer tätig war und erneut an der Seite von Zidane arbeitete. Diese Zusammenarbeit setzte sich fort, als Zidane Cheftrainer der von Real Madrid wurde. Während dieser Zeit gewann das Team dreimal in Folge die UEFA Champions League. Am 23. Januar 2021, während der Saison 2020/2021, übernahm Bettoni in Vertretung des an COVID-19 erkrankten Cheftrainers Zinédine Zidane die Leitung der ersten Mannschaft und führte das Team zu einem 4:1-Auswärtssieg gegen Deportivo Alavés.
Im März 2023 übernahm Bettoni die Position des Cheftrainers beim Schweizer Erstligisten FC Sion und verließ den Verein nach wenigen Monaten im Mai 2023.
Im Sommer 2024 wurde er Cheftrainer des tunesischen Traditionsvereins Club Africain aus der Hauptstadt Tunis.

## Erfolge
Als Co-Trainer
International
- Champions-League-Sieger (3): 2016, 2017, 2018
- Klub-Weltmeister (2): 2016, 2017
- UEFA-Super-Cup-Sieger (2): 2016, 2017

Spanien
- Meister (2): 2017, 2020
- Supercupsieger (2): 2017, 2020